# Kungsladugårds kyrka
Kungsladugårds kyrka är en kyrkobyggnad som tillhör Carl Johans församling i Göteborgs stift. Den ligger i stadsdelen Kungsladugård i Göteborgs kommun.

## Kyrkobyggnaden
Kyrkan började uppföras 1959 efter ritningar av arkitekt Anders Berglund och invigdes den 16 december 1960 av biskop Bo Giertz. Den bekostades till stor del av medel som under trettio år insamlats av en syförening och med bidrag från Göteborgs småkyrkostiftelse.
Byggnaden omfattar kyrkorum och församlingslokaler som tillbyggdes under 1970-talet. Den är uppförd i rött odekorerat fasadtegel, som vilar på en betongsockel. Entrén är sidolagd. Altaret är av bordskaraktär och placerat vid fondväggens mitt. Fönsterväggen har tättställda fönster och fasadtegelmurning. Taket är sadelformat med en gles träpanel. Interiörens färgsättning är tegelrött, vitt och blått. Både predikstol och dopfunt är murade med fasadtegel. Hela anläggningen är obetydligt förändrad sedan byggnadstiden.
Klockstapeln i tegel bekostades med medel ur en kommunal fond.

## Inventarier
Altare, predikstol och korset med Kristus är utsmyckade i mosaik av konstnären Gun Setterdahl.
Flera inventarier, såsom nattvardssilver, skrudar och antependier är gåvor som församlingen erhållit.

### Orgel
Den mekaniska orgeln är tillverkad av A. Magnusson Orgelbyggeri AB och installerades 1966. Den har tio stämmor fördelade på två manualer och pedal.

## Exteriörbilder

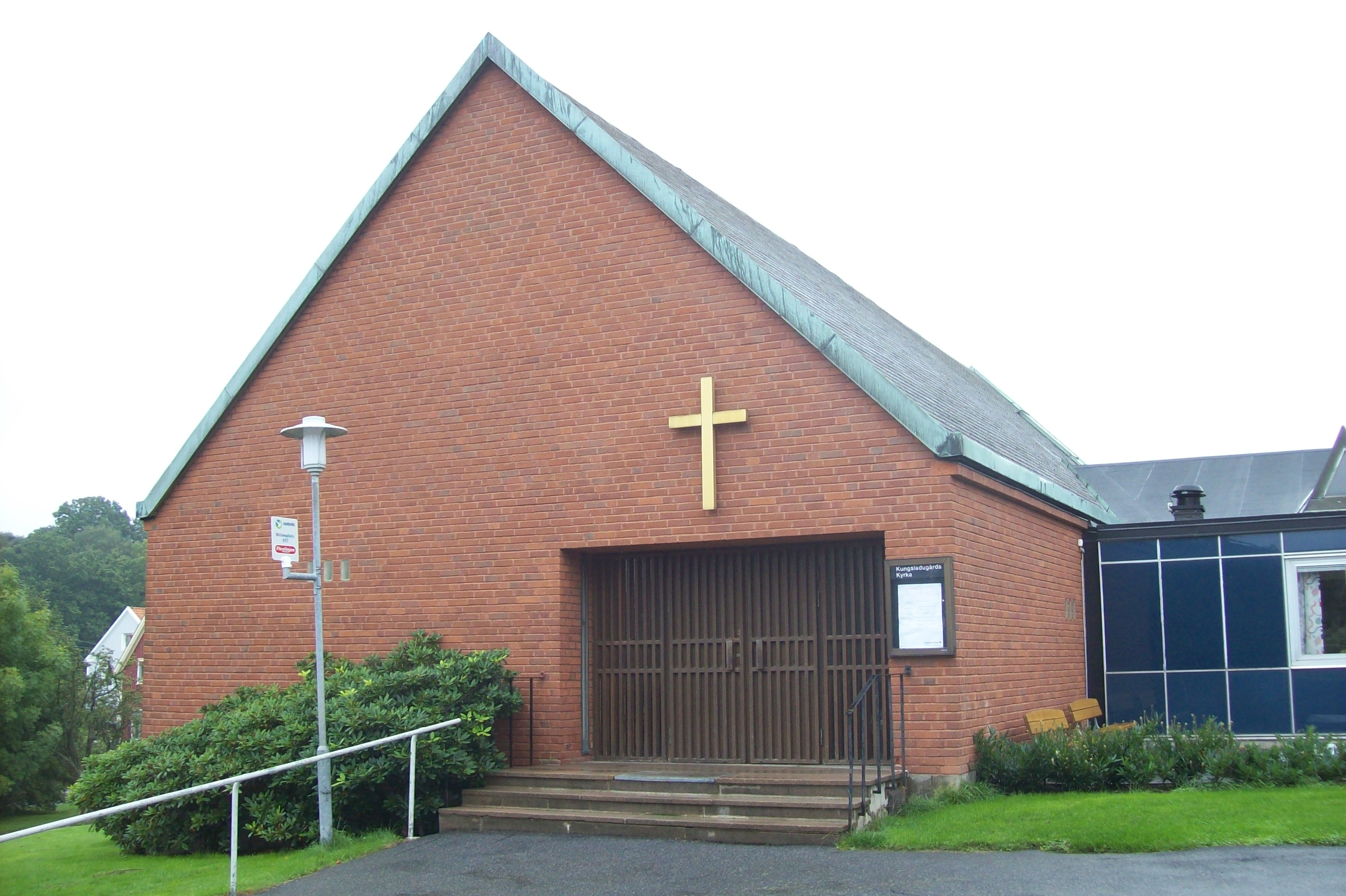
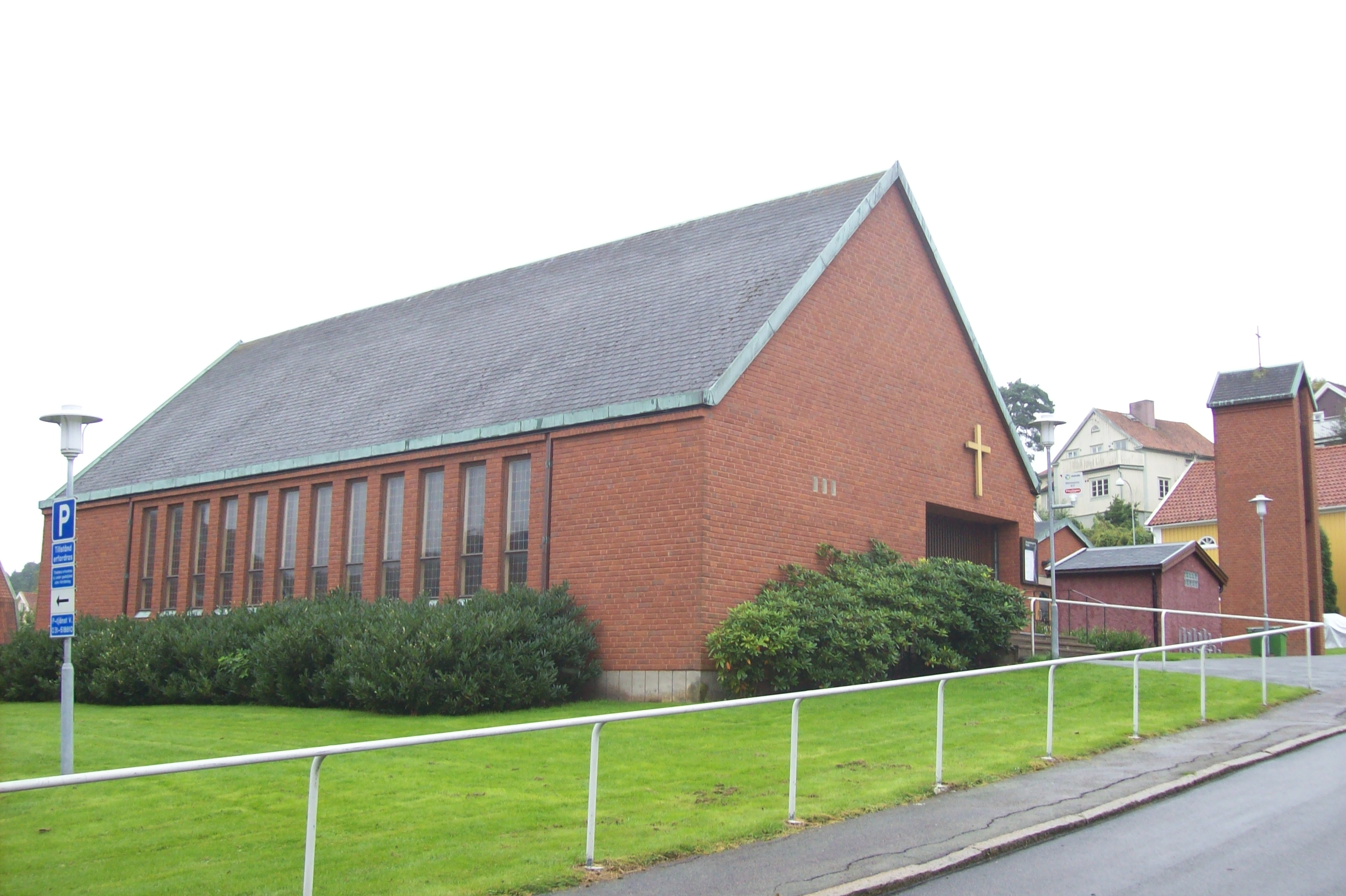
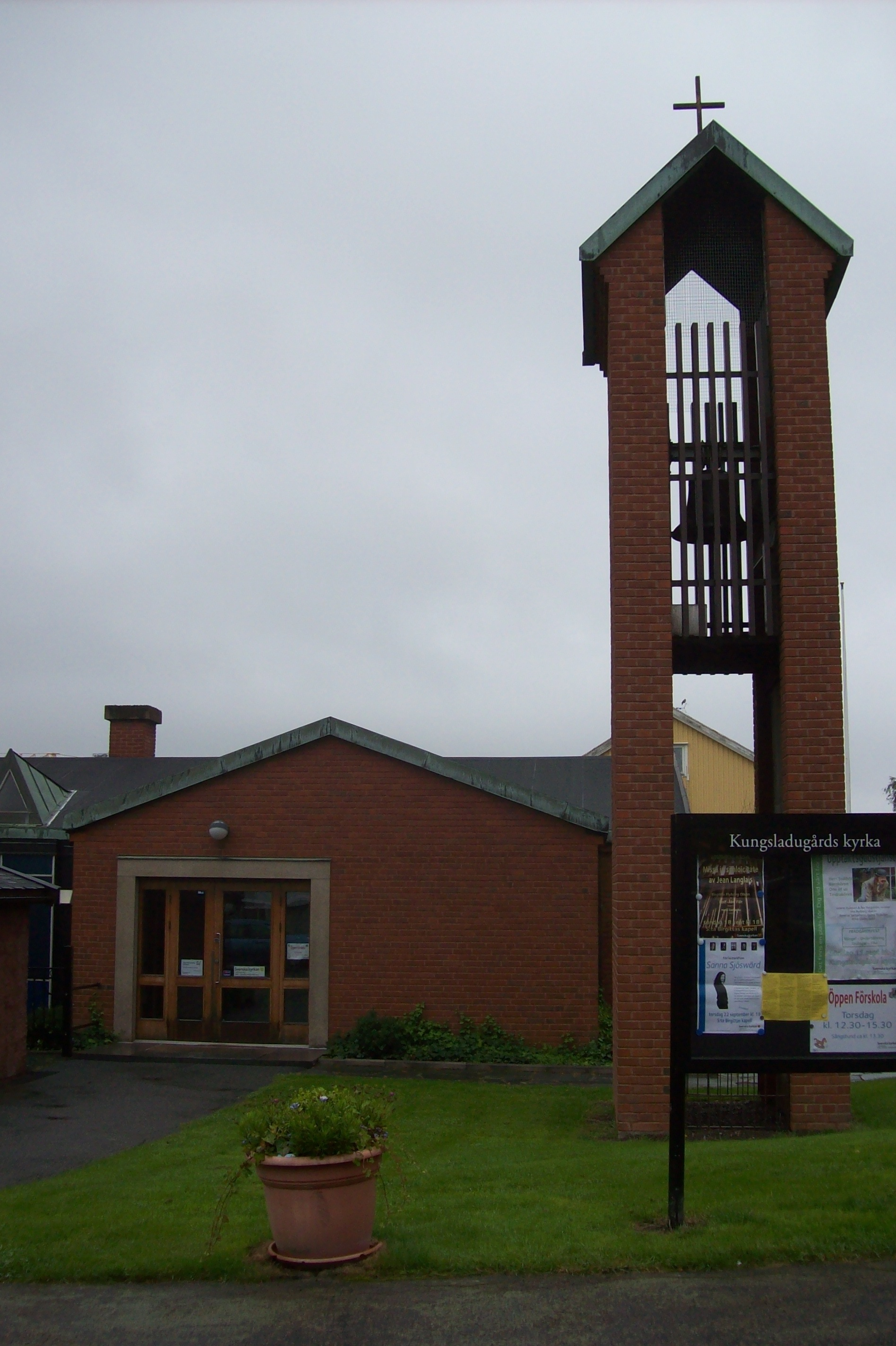